# Фатіма (іслам)
Фатіма бінт Мухаммед (біля 605—632) — дочка пророка Магомета та його першої дружини Хадіджі, поетеса. Дружина Алі ібн Абу Таліба, пізніше четвертого Праведного Халіфа (656—661). Від її дітей Хасана і Хусейна ведуть родовід всі нащадки пророка.
Фатіма — один з найшанованіших жіночих образів в мусульманському світі, оточений численними легендами, що виникли головним чином у шиїтсько-ісмаїлітському середовищі. Існують перекази про дивовижні явища, що супроводжували зачаття Фатіми, вагітність і пологи її матері Хадіджі, шлюб Фатіми з Алі, про чудеса, створені нею при житті та після смерті.
Вважається, що Фатіма — перша, хто в Судний день увійде в рай. Її називають сеїдою (панною) всіх жінок на землі й у потойбічному світі.
Культ Фатіми несе в собі багато рис культу християнської Богородиці. Відмічають день народження Фатіми 20-го рамадана і деякі інші свята пов'язані з її іменем.
Походження від Фатіми підкреслено в назві ісмаїлітської династії Фатімідів, що правила в Єгипті і Північній Африці в X—XII століттях.